# Asson
Asson is een gemeente in het Franse departement Pyrénées-Atlantiques (regio Nouvelle-Aquitaine). De plaats maakt deel uit van het arrondissement Pau. Asson telde op 1 januari 2022 1.997 inwoners.

## Geografie
De oppervlakte van Asson bedroeg op 1 januari 2022 83,02 vierkante kilometer; de bevolkingsdichtheid was toen 24,1 inwoners per km².

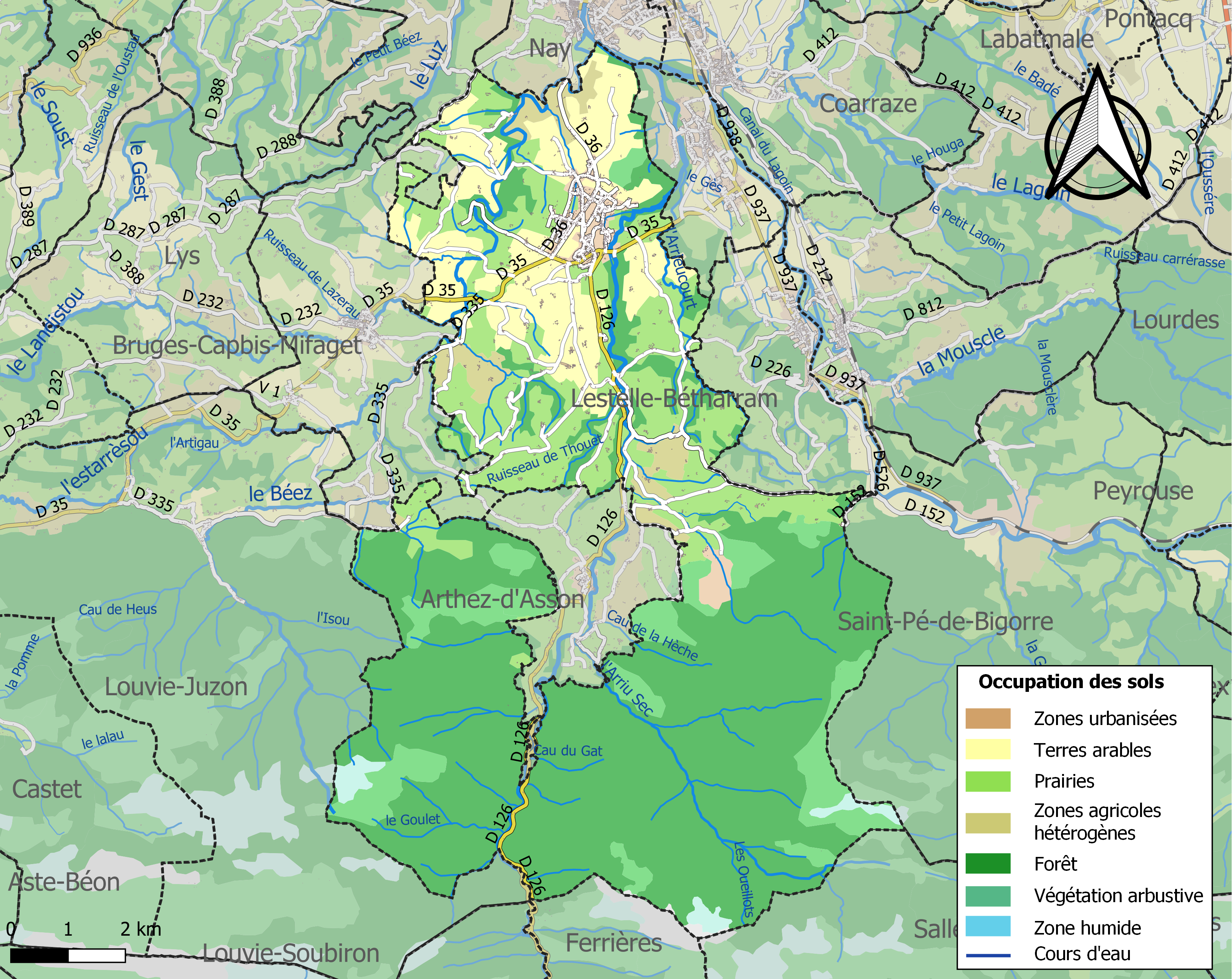
Kaart van de gemeente met belangrijkste infrastructuur, bodemgebruik en omliggende gemeenten

## Demografie
Onderstaande figuur toont het verloop van het inwonertal (bron: INSEE-tellingen).